# Gloster E.28/39
Die Gloster E.28/39 (Werksbezeichnung G.40) der Gloster Aircraft Company war das erste britische Strahlflugzeug und zugleich das erste der Alliierten im Zweiten Weltkrieg. Der offizielle Erstflug erfolgte durch Flight Lieutenant Gerry Sayer am 15. Mai 1941 und damit 21 Monate nach der deutschen Heinkel He 178. Der Flug dauerte 17 Minuten und die Maschine erreichte dabei eine Höchstgeschwindigkeit von 544 km/h.

## Geschichte
Konstrukteur der E.28/39 war George Carter, der damalige Chefkonstrukteur von Gloster. Whittle und Carter hatten am 28. April 1939 ein Treffen, bei dem Whittle eine eigene Rohskizze für den Testträger seines Triebwerks übergab. Aus dieser Skizze machte Carter einen Entwurf. Um die Wechselwirkungen zwischen dem Triebwerk und feuernden MGs zu untersuchen, sollte auch eine Bewaffnung eingebaut werden. Dies geschah jedoch nicht.
Das Power-Jets-W1-Triebwerk war von Frank Whittle, einem der Erfinder des Strahltriebwerks, konstruiert worden und wurde hinter der Pilotenkanzel und dem Tank eingebaut.
Es wurden nur zwei Exemplare der E.28/39 gebaut: die W4041 mit W1-Triebwerk und die W4046 mit dem stärkeren W2-Triebwerk. Die W4046 startete erstmals im Mai 1943. Sie ging im Laufe der Flugversuche verloren, als die Querruder in großer Höhe klemmten und der Testpilot Squadron Leader Douglas Davie als erster britischer Pilot mit dem Fallschirm aus einem Strahlflugzeug abspringen musste.
Die W4041 überdauerte alle weiteren Tests, bei denen auch das W500-Triebwerk eingebaut wurde und steht heute im British Science Museum in Kensington.
Die durch die E.28/39 gewonnenen Erkenntnisse flossen in das Projekt G.41 – der zweistrahligen Gloster Meteor ein. Danach folgte das erste serienmäßig gebaute einstrahlige britische Strahlflugzeug, die De Havilland DH 100 „Vampire“ – bemerkenswerterweise ein Flugzeug mit doppeltem Leitwerksträger, wie auch der erste Entwurf der E.28/39.

## Technische Daten

Dreiseitenansicht

| Kenngröße             | Daten der Gloster E. 28/39 W4041 mit W1-Triebwerk |
| --------------------- | ------------------------------------------------- |
| Besatzung             | 1                                                 |
| Länge                 | 7,72 m                                            |
| Spannweite            | 8,84 m                                            |
| Höhe                  | 2,82 m                                            |
| Flügelfläche          | 13,6 m²                                           |
| Flügelstreckung       | 5,75                                              |
| Leermasse             | 1309 kg                                           |
| max. Startmasse       | 1700 kg                                           |
| Antrieb               | 1 × Power Jets W1 mit 3,83 kN Schub               |
| Höchstgeschwindigkeit | 544 km/h                                          |
| Dienstgipfelhöhe      | 9755 m                                            |
| Reichweite            | 660 km                                            |